# Kramp
Kramp:
- Annegret Kramp-Karrenbauer (født 1962)
- Burkhard Kramp(de) (* 1945)
- Christian Kramp(de) (1760–1826)
- Frantz Sørensen Kramp (1771 – 1850)
  - (Johannes) Lasenius Kramp (1808, København – 1876, Frederiksberg), en dansk snedkermester og håndværkerlærer, bror til Peter Christian Kramp

- Lasenius Kramps Medalje, en dansk hædersbevisning, der tildeles fremragende eksempler på eller indsats for håndværk i København

- - Peter Christian Kramp (1817, København – 1850, København), en dansk arkitekt, bror til Lasenius Kramp. Han var søn af snedkermester
- Horst Kramp(de) (1931–2010)
- Joachim Kramp(de) (1956–2011)
- Louis Kramp(de) (1804–1871)
- Mario Kramp(de) (* 1961)
- Paul Lassenius Kramp(en) (1887–1975)
- Peter Kramp (1941 – 2015), en dansk retspsykiater og ledende overlæge på Retspsykiatrisk Klinik
- Ralf Kramp(de) (* 1963)
- Willy Kramp(de) (1909–1986)
- Wolfgang Kramp(de) (1927–1983)

Virksomhed:
- Kramp Groep - nederlandsk engroshandelsvirksomhed